# Феодосий (сын Маврикия)
Феодосий (греч. Θεοδόσιος; 4 августа 583, Константинополь — 27 ноября 602, Халкидон, Византия) — сын византийского императора Маврикия. Соправитель отца с 590 года до его смещения и казни в результате военного переворота в ноябре 602 года.

## Биография
Был старшим сыном византийского императора Маврикия и Константины, дочери императора Тиберия II. Родился между в 583 или 585 году. Его крёстным отцом стал будущий папа римский Григорий. Стал первым багрянородным наследником трона со времён Феодосия II. В 587 году получил титул цезаря, а 590 года — августа, то есть стал соимператором.
В 601 году женился на дочери патрикия Германа, одного из самых влиятельных сенаторов. В 602 году тесть спас Феодосия во время массовых беспорядков в Константинополе, вызванных подорожанием продуктов питания. В том же году во время мятежа военных против Маврикия во главе с Фокой, Феодосий вместе с Германом бежал из Константинополя. Им написали некоторые сенаторы и военачальники, предложив обоим императорский трон. Феодосий обратился к отцу, который не пожелал отказываться от власти. Вместе с тем Маврикий стал подозревать свояка в сговоре с мятежниками, но Феодосий вовремя предупредил Германа об аресте. Вскоре отряды Фоки заняли столицу.
Феодосий вместе с отцом и братьями бежал в Халкидон. Отсюда Маврикий решил обращаться к шахиншаху Персии Хосрову II, отправив к нему в качестве посланника Феодосия с преторианским префектом Константином Ларди, однако через несколько дней приказал Феодосию вернуться. Также Маврикий искал поддержку среди войск Малой Азии, однако уже через несколько дней Фока занял Халкидон. Феодосий был схвачен и казнён. Через несколько дней были казнены император Маврикий и его сыновья: Тиберий, Пётр, Юстин и Юстиниан.
Впоследствии Хосров II и военачальник Нарсес объявили самозванца выжившим Феодосием. Их войска от имени лже-Феодосия воевали против императора Фоки.